# 似盘钩虫属
似盘钩虫属（学名：Ancylodiscoides）也称似锚盘吸虫属，是似盘钩虫科下的一个属。寄生于淡水鲶类。

## 下属物种
- 弯管似锚盘吸虫 Ancylodiscoides curvitubus sp.nov.[1]
- Ancylodiscoides extima Ling in Chen, 1973
- Ancylodiscoides hemibagri sp.nov.
- Ancylodiscoides micracanthus (Kulkarni, 1969) Gusev, 1976，分布于印度。
- 鲶似盘钩虫 Ancylodiscoides parasiluri Yamaguti, 1937，寄生于鲶鱼，见于东北、河南（黄河）及湖北（武昌野芷湖，采于1960年，虫体吸食鱼血而为红色）。